# Pro Natura emlékplakett

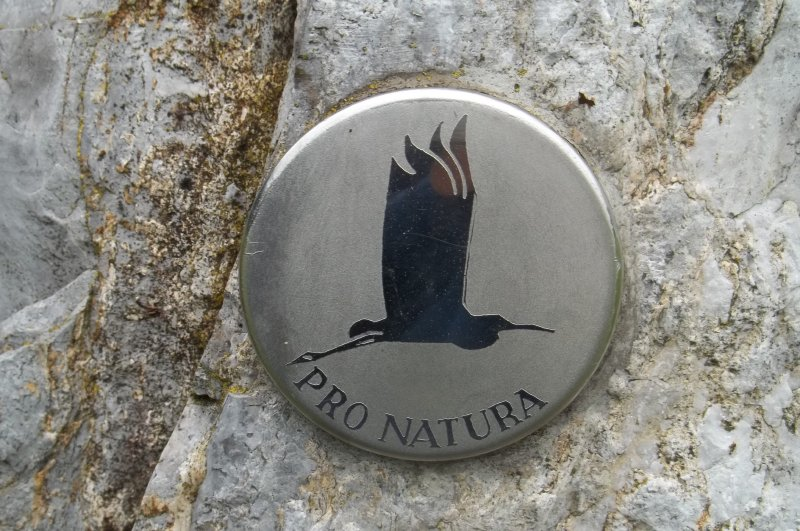
A Pro Natura emlékplakett

A Pro Natura emlékplakett a természetvédelem érdekében kiemelkedő tevékenységet folytató személyek és szervezetek részére adományozható. Évente 10 emlékplakett adható. Adományozására a Föld napján – április 22-én – kerül sor, a Pro Natura díjjal egy időben.

## 2019. évi díjazottak
- Baranyai Zsolt, a Duna-Ipoly Nemzeti Park Igazgatóság természetmegőrzési osztályvezetője
- Harmos Krisztián, a Bükki Nemzeti Park Igazgatóság tájegységvezetője
- Herczeg Zoltán, az Agrárminisztérium Nemzeti Parki és Tájvédelmi Főosztály vadászati referense
- Dr.Kardos Mária, a Kiskunsági Nemzeti Park Igazgatóság jogtanácsosa
- Kenéz István, a Balaton-felvidéki Nemzeti Park Igazgatóság természetvédelmi őre
- Kövesi Sándor, a Duna-Dráva Nemzeti Park Igazgatóság Duna menti területi osztályvezetője
- Marczin Örs, az Agrárminisztérium Természetmegőrzési Főosztály természetvédelmi fejlesztési referense
- Pogorisky György Pál, az Aggteleki Nemzeti Park Igazgatóság túravezetője
- Rottenhoffer István, a Börzsöny Alapítvány önkéntese
- Vidra Tamás, a Duna-Ipoly Nemzeti Park Igazgatóság természetvédelmi tájegységvezetője

## 2018. évi díjazottak
- Baktay Borbála, a Növényi Diverzitás Központ igazgatója
- Kisné dr. Fodor Lívia, a Földművelésügyi Minisztérium Természetmegőrzési Főosztály ökológiai referense
- Dr. Kondorosy Előd István, a Pannon Egyetem Georgikon Kar egyetemi docense
- Ludnai Erzsébet Tünde, a Kiskunsági Nemzeti Park Igazgatóság természetvédelmi őrszolgálat-vezetője
- Pilisi Parkerdő Zrt. Visegrádi Erdészete Madas László Erdészeti Erdei Iskolája
- Rónaki László, a Magyar Karszt- és Barlangkutató Társulat Mecseki Karsztkutató Csoport volt vezetője, barlangász, nyugalmazott hidrogeológus
- Sallai Zoltán, a Magyar Haltani Társaság elnökségi tagja, a Hortobágyi Nemzeti Park a Igazgatóság természetvédelmi területfelügyelője
- Selmeczi Kovács Ádám, a Duna-Ipoly Nemzeti Park Igazgatóság természetvédelmi tájegységvezetője
- Selyem Anikó, a Balaton-felvidéki Nemzeti Park Igazgatóság építészeti és természetvédelmi szakreferense
- Tóth Zsolt Marcell, filmrendező, operatőr, vágó, a Tzsm Bt. ügyvezetője

## 2017. évi díjazottak
- Bartha Csaba, a Bükki Nemzeti Park Igazgatóság tájegységvezetője
- A BIOKOM Nonprofit Kft. Erdőgazdálkodási Részlege
- Dr. Bódis Judit Zsuzsanna, a Pannon Egyetem Georgikon Kar egyetemi docense
- A Budapesti Természetbarát Sportszövetség Természetvédelmi és Természetismereti Bizottsága
- Horváth Lajos, a Növényi Diverzitás Központ osztályvezetője
- Kincses Krisztina, a Földművelésügyi Minisztérium Nemzeti Parki és Tájvédelmi Főosztály táj- és természetvédelmi referense
- Molnár Antal, a Zöld Kör elnöke
- Dr. Molnár Tivadar Péter, a Borsod-Abaúj-Zemplén Megyei Kormányhivatal Miskolci Járási Hivatala, Környezetvédelmi és Természetvédelmi Főosztály természet- és tájvédelmi koordináló szakügyintézője
- Sipos Ferenc, a Kiskunsági Nemzeti Park Igazgatóság osztályvezetője
- Tóth Szabolcs, a Balaton-felvidéki Nemzeti Park Igazgatóság birtokügyi szakreferense, a Magas Természeti Értékű Területek koordinátora

## 2016. évi díjazottak
- A jánoshidai JÁSZFÖLD Hagyományőrző Egyesület
- Árgay Zoltán, a Földművelésügyi Minisztérium Tájvédelmi, Barlangvédelmi és Ökoturisztikai Osztálya természet- és tájvédelmi referense
- Bakó Botond Zoltán, a Földművelésügyi Minisztérium Természetmegőrzési Főosztály a Natura 2000 referense
- Dudás Miklós, a Hortobágyi Nemzeti Park Igazgatóság ökológiai felügyelője
- Dr. Gál János, a Szent István Egyetem Állatorvostudományi Kara Egzotikusállat és Vadegészségügyi Tanszék egyetemi docense
- Kovács Erika, a Kiskunsági Nemzeti Park Igazgatóság gazdasági igazgató-helyettese
- Dr. Malatinszky Ákos, a Szent István Egyetem Természetvédelmi és Tájökológiai Tanszék egyetemi docense
- Mártonné Máthé Kinga, a Magyar Turizmus Zrt. belföldi igazgatója
- Mezei János, a Bükki Nemzeti Park Igazgatóság tájegységvezetője
- Szerdahelyiné Bohák Mária, a Balaton-felvidéki Nemzeti Park Igazgatóság birtokügyi szakreferense

## 2015. évi díjazottak
- Dr. Antal László, egyetemi adjunktus, a Debreceni Egyetem Természettudományi Kar, Hidrobiológiai Tanszéke munkatársa
- Danyi Zoltán, a Hortobágyi Nemzeti Park Igazgatóság osztályvezetője
- Gaál Péter, a Varázslatos Magyarország Természetfotó Nonprofit Kft. ügyvezető igazgatója
- Olajos Péter, a Hortobágyi Nemzeti Park Igazgatóság szakmai igazgató-helyettese
- Rozner György, a Balaton-felvidéki Nemzeti Park Igazgatóság természetvédelmi őre
- Sárosi Eleonóra, a Hortobágyi Természetvédelmi és Génmegőrző Nonprofit Kft. turisztikai igazgatója
- Selmeczi László, a Kiskunsági Nemzeti Park Igazgatóság nyugalmazott tájvédelmi körzetvezetője
- Szilassi-Horváth Jenő, rendőr őrnagy, a Csongrád Megyei Rendőrfőkapitányság Kiszombori Határrendészeti Kirendeltsége vezetője
- Tóth Péter, a Magyar Madártani és Természetvédelmi Egyesület programvezetője
- Veprik Róbert Áron, a Szegedi Vadaspark Nonprofit Kft. ügyvezető igazgatója

## 2014. évi díjazottak
- Balczó Bertalan főosztályvezető-helyettes, Vidékfejlesztési Minisztérium Nemzeti Parki és Tájvédelmi Főosztály
- Balogh István táborvezető/környezeti nevelő, ÖKO-Land Tábor, Bánk
- Csőszi Mónika szakmai tanácsadó, Vidékfejlesztési Minisztérium Nemzeti Parki és Tájvédelmi Főosztály
- Halpern Bálint Rákosi vipera- LIFE programvezető, Magyar Madártani és Természetvédelmi Egyesület
- Janata Károly természetvédelmi őrkerület vezető, Duna–Ipoly Nemzeti Park Igazgatóság
- Lőrincz István nyugdíjas (HNPI Őrszolgálati Osztály), Hortobágyi Nemzeti Park Igazgatóság
- Megyer Csaba osztályvezető, Balaton-felvidéki Nemzeti Park Igazgatóság
- Nagyné Horváth Emília nyugalmazott biológia-kémia szakos tanár, Kőbányai Bem József Általános Iskola
- Sashalmi Éva Natura 2000 referens, vezetőtanácsos, Vidékfejlesztési Minisztérium, Természetmegőrzési Főosztály
- Dr. Traser György nyugalmazott egyetemi docens, Nyugat-Magyarországi Egyetem

## 2013. évi díjazottak
- Bojtos Ferenc irodavezető, CSEMETE Természet- és Környezetvédelmi Egyesület
- Borbáth Péter terület-felügyelő, Bükki Nemzeti Park Igazgatóság
- Csörgits Gábor főtanácsos, Vidékfejlesztési Minisztérium Természetmegőrzési Főosztály
- Dr. Gabler Júlia jogtanácsos, Balaton-felvidéki Nemzeti Park Igazgatóság
- Molnár Zsolt csoportvezető, Budapest Főváros Főpolgármesteri Hivatal, Városüzemeltetési Főosztály, Környezetügyi Csoport
- Néráth Melinda közigazgatási főtanácsadó, Vidékfejlesztési Minisztérium Nemzeti Parki és Tájvédelmi Főosztály
- Pál Szabó Ferenc természetvédelmi tájegységvezető, Kiskunsági Nemzeti Park Igazgatóság
- Pro Natura St. Gotthard Civil Összefogás Egyesület
- Sárközi Hajnalka ellenőrzési szakreferens Mezőgazdasági és Vidékfejlesztési Hivatal
- Varjú Frigyes híradó főszerkesztő, ECHO Televízió

## 2012. évi díjazottak
Ajtay Szilárd, a Nemzeti Fejlesztési Minisztérium Közlekedési Infrastruktúra Főosztálya szakmai tanácsadója
Cserháti Mátyás, a Szent István Egyetem Környezet- és Tájgazdálkodási Intézet Környezetvédelmi és Környezetbiztonsági Tanszék tanszéki mérnöke
Dr. Gőri Szilvia Tünde, a Hortobágyi Nemzeti Park Igazgatóság osztályvezetője
Hegyi Lajosné, a Balaton-felvidéki Nemzeti Park Igazgatóság bér- és munkaügyi szakreferense
Juhász Tamás, a Bükki Nemzeti Park Igazgatóság őrkerületvezetője
Dr. Kolláth Zoltán, az MTA Csillagászati és Földtudományi Kutatóközpont tudományos tanácsadója
Kőrösi Levente osztályvezető, a Vidékfejlesztési Minisztérium Biodiverzitás és Génmegőrzési Osztály munkatársa
Dr. Nagy János osztályvezető, a Vidékfejlesztési Minisztérium Természetvédelmi Birtokügyi Osztály munkatársa
Dr. Rakonczai János, a Szegedi Tudományegyetem Természeti Földrajzi és Geoinformatikai Tanszéke egyetemi docense
Varga Ildikó osztályvezető, Vidékfejlesztési Minisztérium Ökológiai Osztálya munkatársa

## 2011. évi díjazottak
Dr. Bajzáth Judit a Magyar Természettudományi Múzeum főigazgató-helyettese
Beke István a Hortobágyi Nemzeti Park Igazgatóság természetvédelmi őrkerületvezetője
Czirák Zoltán a Vidékfejlesztési Minisztérium Biodiverzitás Osztálya vezető-tanácsosa
Dr. Kiss István a Szent István Egyetem Állattani és Állatökológiai Tanszék egyetemi docense
Kovács Béla a Közép-dunántúli Környezetvédelmi, Természetvédelmi és Vízügyi Felügyelőség osztályvezetője
Parrag Tibor a Duna-Dráva Nemzeti Park Igazgatóság természet-megőrzési osztályvezetője
Schmotzer András a Bükki Nemzeti Park Igazgatóság kutatási szakreferense
Dr. Takács András Attila a Vidékfejlesztési Minisztérium Természetmegőrzési Főosztály főosztályvezető-helyettese
Takács Gábor a Fertő-Hanság Nemzeti Park Igazgatóság természetvédelmi szakreferense
Tapolcai Plecotus Barlangkutató Csoport

## 2010. évi díjazottak
Amphora Búvár Klub Budapest
Bajor Zoltán Magyar Madártani és Természetvédelmi Egyesület Budapesti Helyi Csoport, elnök
Dr. Dobolyi Zoltán Konstantin muzeológus, Magyar Természettudományi Múzeum
Dr. Kozák Lajos adjunktus, Debreceni Egyetem Természetvédelmi Állattani és Vadgazdálkodási nem önálló tanszék
Karcza Zsolt Madárgyűrűzési Központ Archiválva 2009. december 7-i dátummal a Wayback Machine-ben vezetője, 
Magyar Madártani és Természetvédelmi Egyesület
Magyar Villamosenergia-ipari Átviteli Rendszerirányító Zrt
Némethné dr. Mázsa Katalin osztályvezető, MTA Ökológiai és Botanikai Kutatóintézete
Dr. Németh Csaba igazgató-helyettes, Őrségi Nemzeti Park
Stadler Árpád Ferenc igazgató, ecsegi II. Rákóczi Ferenc Általános Iskola
Váczi Miklós osztályvezető, Fertő–Hanság Nemzeti Park

## 2009. évi díjazottak
Ács Lászlóné Duna–Dráva Nemzeti Park Igazgatóság
Baráz Csaba Bükki Nemzeti Park Igazgatóság
Észak-Dunántúli Környezetvédelmi és Vízügyi Igazgatóság Győr
Gilly Zsolt Kiskunsági Nemzeti Park Igazgatóság
Havas Márta Őrségi Nemzeti Park Igazgatóság
Dr. Kézdy Pál Duna–Ipoly Nemzeti Park Igazgatóság
Éva Sitašova Kassai Kelet-Szlovákiai Múzeum
Tiszántúli Természetvédők Társulata
Waltraut Zimmermann Kölni Állatkert
Zachar Zita Magyar Televízió

## 2008. évi díjazottak
Dr. Ábrahám Levente főmuzeológus, Somogy Megyei Múzeumok Igazgatósága
Bakacsi Gábor természetvédelmi őrkerület-vezető, Kiskunsági Nemzeti Park
Berecz Béla rádióriporter, Magyar Rádió
Dudás György Zoltán igazgató-helyettes, Bükki Nemzeti Park
Horváth Zoltán tájegységvezető, Duna–Dráva Nemzeti Park
Mátrai Erőmű Zrt. Bükkábrányi Bánya
Dr. Molnár V. Attila egyetemi adjunktus, Debreceni Egyetem
Dr. Podmaniczky László tanszékvezető, Szent István Egyetem
Schmidt András szakmai tanácsadó, KvVM Természetmegőrzési Főosztály
Szmoradné Tóth Erika környezeti nevelési csoportvezető, Aggteleki Nemzeti Park

## 2007. évi díjazottak
Dr. Csorba Gábor muzeológus, Magyar Természettudományi Múzeum
Horváth Ferenc tudományos munkatárs, MTA Ökológiai és Botanikai Kutató Intézet
Dr. Kaizinger Tibor nyugalmazott főosztályvezető, VPOP Határügyi és Ügyeleti Főosztály
Dr. Magyar Gábor főosztályvezető-helyettes, KvVM Természetmegőrzési Főosztály
Dr. Riskó Andrea természetvédelmi osztályvezető, Dél-dunántúli Környezetvédelmi, Természetvédelmi és Vízügyi Felügyelőség
Pilisi Parkerdő Zrt.
Dr. Sós Endre állatorvos, Fővárosi Állat- és Növénykert
Stiftung Ciconia
Szabados Tamás operatőr, Magyar Televízió
Terbe Józsefné nyugdíjas pedagógus, Bárdos Lajos Általános Iskola, Dunakeszi

## 2006. évi díjazottak
Czippán Katalin
Dr. Csörgő Tibor Magyar Madártani és Természetvédelmi Egyesület
Fersch Attila Fertő–Hanság Nemzeti Park
Dr. Gaskó Béla Móra Ferenc Múzeum
Horváthné Papp Ibolya I. Béla Gimnázium és Műszaki Szakközépiskola Szekszárd
Sinkóné Póka Mária Természetvédelmi Hivatal Birtokügyi Osztály
Dr. Standovár Tibor ELTE Növényrendszertani és Ökológiai Tanszék
Széll Antal Körös–Maros Nemzeti Park
Urbán Sándor Jászkun Természetvédelmi Szervezet
Dr. Vajna Tamásné Természetvédelmi Hivatal Agrárharmonizációs- és Kezelési Osztály

## 2005. évi díjazottak
Farkas Sándor egyéni vállalkozó
Harangi István tagnyilvántartó, Magyar Madártani és Természetvédelmi Egyesület
Dr. Jakál Lászlóné Fertő–Hanság Nemzeti Park
Dr. Kopek Annamária Balaton-felvidéki Nemzeti Park
Kurpé István Körös–Maros Nemzeti Park
Lendvai Mária Kiskunsági Nemzeti Park
Lingauer János OKTFV
Nők a Balatonért Egyesület
Dr. Török Katalin MTA Ökológiai és Botanikai Kutató Intézet
Vám- és Pénzügyőrség Központi Repülőtéri Parancsnokságának 2. számú repülőtéri Vámhivatala 2. számú Kutatócsoport

## 2004. évi díjazottak
Agárdy Sándor
Barcza Gábor
Becsei Ferenc
Budapesti Denevérvédelmi Csoport
Dr. Harka Ákos
Horváth Ildikó
Dr. Ilosvay György
Dr. Puky Miklós biológus MTA Ökológiai és Botanikai Kutató Intézet
Dr. Tölgyesi István
Vajda Zoltán osztályvezető Kiskunsági Nemzeti Park

## 2003. évi díjazottak
Czájlik Péter Vásárhelyi Pál Szakkör
Csomor Tibor mérnök
Fabó Zsigmondné Balaton-felvidéki Nemzeti Park
Dr. Gyulai Péter Talajvédelmi Szolgálat, Borsod-Abaúj-Zemplén megye
Hévízért Városvédő Fejlesztő Kulturális Egyesület Hévíz
Környezet- és Természetvédők Csongrád Városi Egyesület
Szinetár Miklós nyugalmazott tanár, Körmend
Takácsné Bolner Katalin 
Vám- és Pénzügyőrség Központi Repülőtéri Parancsnokság 1. sz. Repülőtéri Hivatal Operatív Csoport
Zsoldos Árpád Magyar Madártani és Természetvédelmi Egyesület

## 2002. évi díjazottak
1. Vámhivatal Röszke Határátkelő, Parancsnok: Halasiné Bacsa Ildikó
Andrésiné dr. Ambrus Ildikó igazgató, Bedő Albert Erdészeti Szakiskola és Kollégium, Ásotthalom
Eperjessy Barnabásné Nyugat-magyarországi Egyetem
Papp László Debreceni Egyetem Botanikus Kertje
Somodi István Kiskunsági Nemzeti Park
Stibrányi Gusztáv a Meander cég vezetője, Szlovákia
Dr. Temesi Géza osztályvezető Természetvédelmi Hivatal
Vass Józsefné tanárnő, Hetvehelyi Iskola

## 2001. évi díjazottak
Bodrogi Györgyné polgármester, Nagykáta
Fatér Imre túzokvédelmi programvezető, Magyar Madártani és Természetvédelmi Egyesület
Kapocsi István természetvédelmi őrszolgálat vezető, Hortobágyi Nemzeti Park
Dr. Ország Mihály állatorvos, madárhanggyűjtő
Pro Silva Hungaria Egyesület Mátrafüred
Szegedi Vadaspark Szeged
Dr. Szinetár Csaba főiskolai docens, Berzsenyi Dániel Tanárképző Főiskola, Szombathely
Szomor Dezső kertészmérnök-vállalkozó, Dömsöd
Dr. Vojtkó András főiskolai docens, Eszterházy Károly Tanárképző Főiskola, Eger

## 2000. évi díjazottak
Boldogh Sándor ökológiai szakfelügyelő, Aggteleki Nemzeti Park
Botfalusi Győzőné osztályvezető, Kiskunsági Nemzeti Park
Böszörményi Krisztina tájvédelmi szakfelügyelő, Duna–Dráva Nemzeti Park
Észak-magyarországi Áramszolgáltató Rt. Miskolci Főmérnöksége, Miskolc
Fenyősi László tájegységi vezető, Duna–Dráva Nemzeti Park, Pécs
Dr. Gyurácz József főiskolai adjunktus, Berzsenyi Dániel Tanárképző Főiskola
Dr. Horváth Zoltán igazgató, Bácsalmási Agráripari Rt.
Mednyánszky Miklós mérnök tanácsos, Budavári Önkormányzat, Budapest
Zalaszántó Község Önkormányzata

## 1999. évi díjazottak
Castanea Környezetvédelmi Egyesület Sopron
Duhay Gábor szakmai tanácsadó Természetvédelmi Hivatal
Felső Barnabás természetvédelmi őr Duna–Dráva Nemzeti Park
Futó János múzeumigazgató, Bakonyi Természettudományi Múzeum, Zirc
Gyarmathy István László Tájvédelmi Körzet vezető, Hortobágyi Nemzeti Park
Hajdúné Víg Katalin osztályvezető, Hortobágyi Nemzeti Park
Hortobágyi Természetvédelmi Kutatótábor Kisújszállás
Labanc Györgyi óvodapedagógus, Budapest
Dr. Laposa József osztályvezető, VÁTI Budapest
MME 34. sz. Bükki Helyi csoportja, Eger

## 1998. évi díjazottak
Bank László a Magyar Madártani és Természetvédelmi Egyesület Baranya megyei csoportvezetője
Dél-dunántúli Áramszolgáltató Rt. Pécs
ÉLETFA Környezetvédelmi Szövetség Pécs
Gera Pál állatgondozó Fővárosi Állat- és Növénykert
Kovács Tibor főmuzeológus, Mátra Múzeum, Gyöngyös
Tom Kovács természetvédelmi szakértő, Kanada
Dr. Sághy Antal ügyvéd, Süttő
Szabó Sándor gimnáziumi igazgató, Kunszentmiklós
Tajti László TK-vezető, Tájvédelmi Körzet vezető Kiskunsági Nemzeti Park
Tiszta Forrás Természetvédelmi Egyesület Jósvafő

## 1997. évi díjazottak
Bekey Imre Gábor Barlangkutató Csoport, Budapest
Dr. Galambos István igazgatóhelyettes, Bakonyi Természettudományi Múzeum, Zirc
Ipolytarnóci Ősmaradványok Természetvédelmi Terület munkatársai
Koleszár Márta tanár, Kodály Zoltán Általános Iskola, Kecskemét
Dr. Réthy Zsigmond Munkácsy Mihály Múzeum
Savaria Múzeum Természettudományi Osztálya
Birgit Sloth természetvédelmi szakértő, Dánia
Dr. Sümegi Pál egyetemi adjunktus, KLTE
Szilágyi Gábor osztályvezető, Hortobágyi Nemzeti Park
Tompai Vámhivatal munkatársai

## 1996. évi díjazottak
Bolla Sándor főtanácsos, Fertő–Hanság Nemzeti Park
Ferihegyi Vámhivatal Budapest
Dr. Juhász Lajos egyetemi adjunktus, DATE
Kiss Ferenc Csongrád Megyei Természetvédelmi Egyesület
Lakosné Horváth Alojzia tanácsos, KTM Nemzetközi Kapcsolatok Főosztálya
Mátra Múzeum Gyöngyös
Plavecz János fővadász, Szabolcs-Szatmár-Bereg megyei Vadászszövetség
Dr. Seregélyes Tibor botanikus
Dr. Szunyogh Gábor tanszékvezető főiskolai tanár, Berzsenyi Dániel Tanárképző Főiskola
A Természet Világa szerkesztősége

## 1995. évi díjazottak
Bali József újságíró, Veszprém Megyei Napló
Bánó István ny. erdőmérnök, Kiszsidány
Czakó István polgármester, Kerekegyháza
Dr. Gozmány László nyugalmazott múzeumi osztályvezető
Hortobágyi Ernő nyugalmazott középiskolai tanár, Eger
Dr. Kárász Imre főiskolai tanár, Eger
Kunkovács László fotóművész
Márkus Ferenc, WWF munkatárs
Ternyák Jenő áruházi eladó, Kiskunhalas
Viszló Levente területkezelő, Budapesti Természetvédelmi Igazgatóság

## 1994. évi díjazottak
Agócs József adjunktus, Erdészeti és Faipari Egyetem, Sopron
Andrássy Péter nyugalmazott gimnáziumi tanár, Sopron
Dr. Bodó Imre tanszékvezető egy. tanár, Állatorvostudományi Egyetem, Budapest
Hajnóczy József Barlangkutató Csoport Tiszaföldvár
Illin József elnök, Dévaványai Vadásztársaság
Kék Ökosuli Oktatóközpont Csepel
Nagy Szabolcs Magyar Madártani és Természetvédelmi Egyesület
Pagony Táj- és Kertépítész Iroda Budapest
Stollmayer Ákosné nyugalmazott biológia-kémia szakos tanár
Szabó István muzeológus, Magyar Természettudományi Múzeum Budapest

## 1993. évi díjazottak
Dr. Borhidi Attila tanszékvezető egyetemi tanár, Janus Pannonius Tudományegyetem, Pécs
Csergezán Pál festőművész
Füzi Ferenc osztályvezető, Közép-Dunántúli Természetvédelmi Igazgatóság
Dr. Less Nándor tudományos kutató, Kossuth Lajos Tudományegyetem, Debrecen (posztumusz)
Dr. Mayer Antalné műterem-vezető, Bácsterv, Kecskemét
Dr. Rajczy Miklós muzeológus, Magyar Természettudományi Múzeum Növénytára
Schmidt Egon író
Solt Péter elnök, Smaragd Környezetvédelmi Egyesület
TermészetBÚVÁR c. folyóirat szerkesztősége, Budapest
Vidéki Róbert egyetemi hallgató, Kertészeti és Élelmiszeripari Egyetem, Budapest

## 1992. évi díjazottak
Bagyura János madárvédelmi előadó, Magyar Madártani és Természetvédelmi Egyesület
Berczik Pál amatőr barlangkutató
Dudás Miklós természetvédelmi felügyelő, Hortobágyi Nemzeti Park
Fiatalok Természetismereti Klubja Budapest
Fülöp Tibor tájvédelmi körzet vezető, Fertő–Hanság Nemzeti Park
Dr. Járfás József főigazgató-helyettes, Kertészeti és Élelmiszeripari Egyetem Kecskeméti Főiskolai kar
Kácsor László újságíró, fotóművész
Dr. Nádai Béla fizikus, cserkészparancsnok
Szitta Tamás zoológiai felügyelő, Bükki Nemzeti Park
Werner Ervin tanár, szakbiológus, Kossuth Lajos Gimnázium, Mosonmagyaróvár